# Atractosoma marmoratum
Atractosoma marmoratum är en mångfotingart som först beskrevs av Carl Ludwig Koch 1847.  Atractosoma marmoratum ingår i släktet Atractosoma och familjen knöldubbelfotingar. Inga underarter finns listade i Catalogue of Life.